# 장흥유치중학교
장흥유치중학교(長興有治中學校)는 대한민국 전라남도 장흥군 유치면 조양리에 있는 공립 중학교이다.

## 학교 연혁
- 1922년 9월 15일 : 유치공립보통학교 개교
- 1971년 3월 9일 : 유치중학교 개교
- 2002년 3월 1일 : 유치초중 통합 개교, 제1대 김청길 교장 부임
- 2024년 3월 1일 : 제8대 정찬문 교장 부임
- 2025년 1월 7일 : 장흥유치중 제52회 4명 졸업(총 졸업생수 3,202명)

## 참고 자료
- 장흥유치중학교 - 한국교육학술정보원 학교알리미